# Relaciones Nueva Zelanda-Perú
Las relaciones Nueva Zelanda-Perú (en inglés: New Zealand-Peru relations) se refiere a las relaciones diplomáticas entre Nueva Zelanda y la República del Perú. Ambas naciones son miembros del Foro de Cooperación Económica Asia-Pacífico (APEC) y de la Organización de las Naciones Unidas (ONU).

## Historia
En 1972, Nueva Zelanda y el Perú establecieron relaciones diplomáticas. Poco después, ambas naciones abrieron embajadas residentes en sus respectivas capitales. En 1990, Nueva Zelanda cerró su embajada en Lima. En junio de 1998, el presidente peruano Alberto Fujimori se convirtió en el primer jefe de Estado peruano en hacer una visita oficial a Nueva Zelanda. El Presidente Fujimori regresó a Nueva Zelanda en septiembre de 1999 para asistir a la cumbre del APEC que se celebró en Nueva Zelanda.
En 2002, el ministro de Relaciones Exteriores de Nueva Zelanda Phil Goff realizó una visita al Perú. En noviembre de 2008, el primer ministro de Nueva Zelanda, John Key, realizó una visita a Perú para asistir al XX Cumbre APEC en Lima. En 2010, Perú cerró su embajada en Wellington. En noviembre de 2016, el primer ministro Key regresó a Perú para asistir al XXVIII Cumbre APEC en Lima.
Desde 2012, Nueva Zelanda ha sido un observador activo de la Alianza del Pacífico que incluye al Perú, Colombia, Chile y México. Nueva Zelanda inició negociaciones hacia un acuerdo de libre comercio (TLC) integral y de alta calidad con la Alianza del Pacífico en junio de 2017. Una vez que se concluyan las negociaciones y el TLC esté en vigor, Nueva Zelanda se convertirá en un Estado Asociado de la Alianza del Pacífico. En febrero de 2018, Perú volvió a abrir su embajada en Wellington.

## Visitas de alto nivel

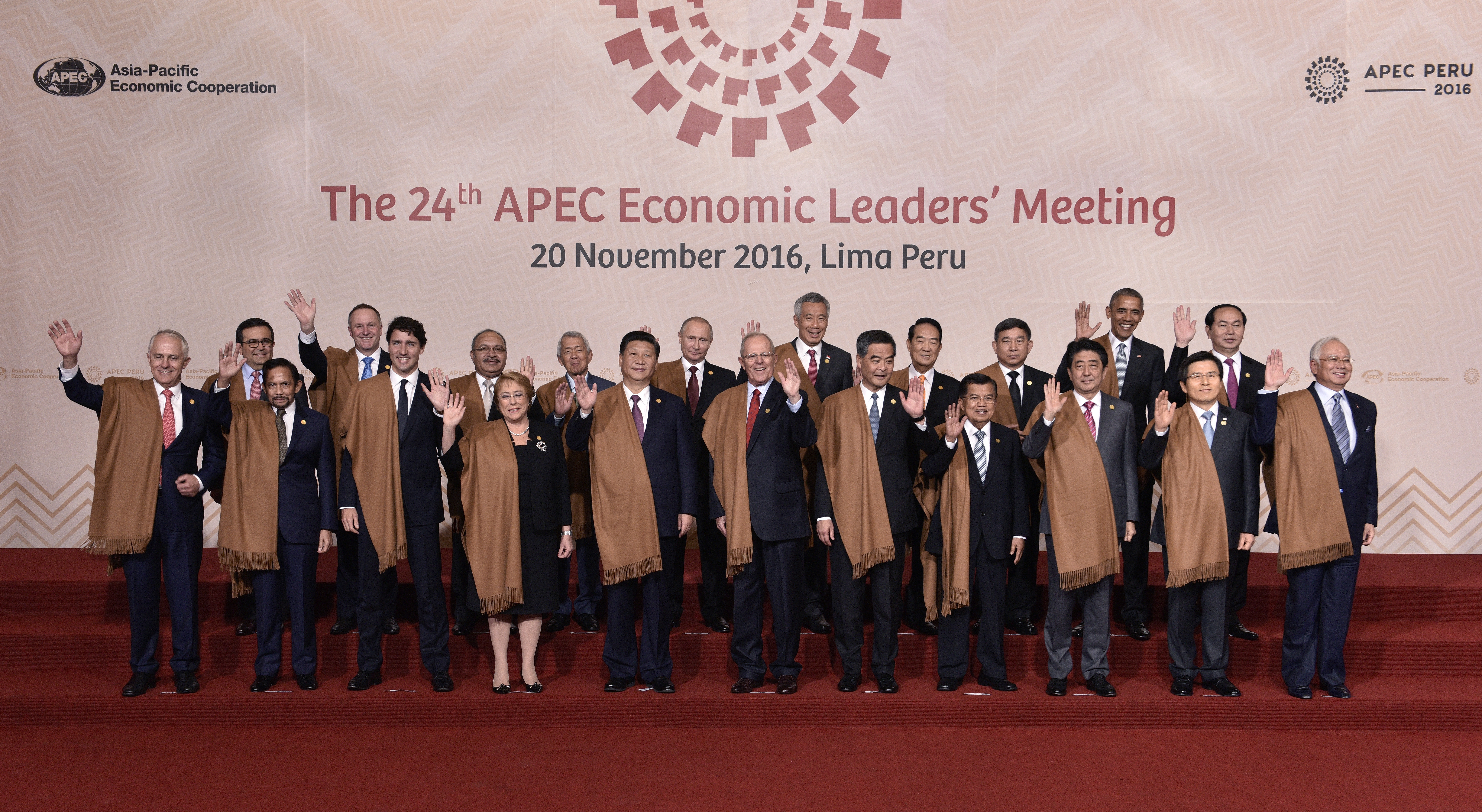
Presidente peruano Pedro Pablo Kuczynski y el Primer Ministro John Key asistiendo al Cumbre de APEC en Lima; noviembre de 2016.

Visitas de alto nivel de Nueva Zelanda al Perú
- Ministro de Relaciones Exteriores Don McKinnon (1998)
- Ministro de Relaciones Exteriores Phil Goff (2002)
- Primer ministro John Key (2008 y 2016)

Visitas de alto nivel del Perú a Nueva Zelanda
- Presidente Alberto Fujimori (1998 & 1999)

## Acuerdos bilaterales
Ambas naciones han firmado algunos acuerdos bilaterales, como un Acuerdo de Cooperación Técnica (1974); Acuerdo de consultas de alto nivel (1998); Acuerdo sobre Comunicaciones Conjuntas (1998); Acuerdo de Working Holiday (2011) y un Acuerdo de Servicios Aéreos (2018).

## Comercio
En 2016, el comercio bilateral entre ambas naciones ascendió a US$83 millones de dólares. Las exportaciones de Nueva Zelanda al Perú incluyen: productos a base de lácteos; preparaciones alimenticias; maquinaria y mariscos. Las exportaciones del Perú a Nueva Zelanda son principalmente: grasas y aceites de pescado concentrados; café; conchas de abanico; mangos; nueces de Brasil; espárragos enlatados; quinua; y madera perfilada. Nueva Zelanda y Perú tiene un acuerdo comercial con el Tratado Integral y Progresista de Asociación Transpacífico que entró en vigor el 19 de setiembre de 2021.

## Misiones diplomáticas residentes
- Nueva Zelanda está acreditado al Perú a través de su embajada en Santiago de Chile y mantiene un consulado honorario en Lima.[12]
- Perú tiene una embajada en Wellington.[13]